# آپولو ۱۴
آپولو ۱۴ (به انگلیسی: Apollo 14) سومین فرود انسان به سطح کره ماه است که در سال ۱۹۷۱ توسط ناسا بوقوع پیوست.

## فضانوردان
- آلن شپارد
- ادگار میچل
- استوارت روسا

## نگارخانه

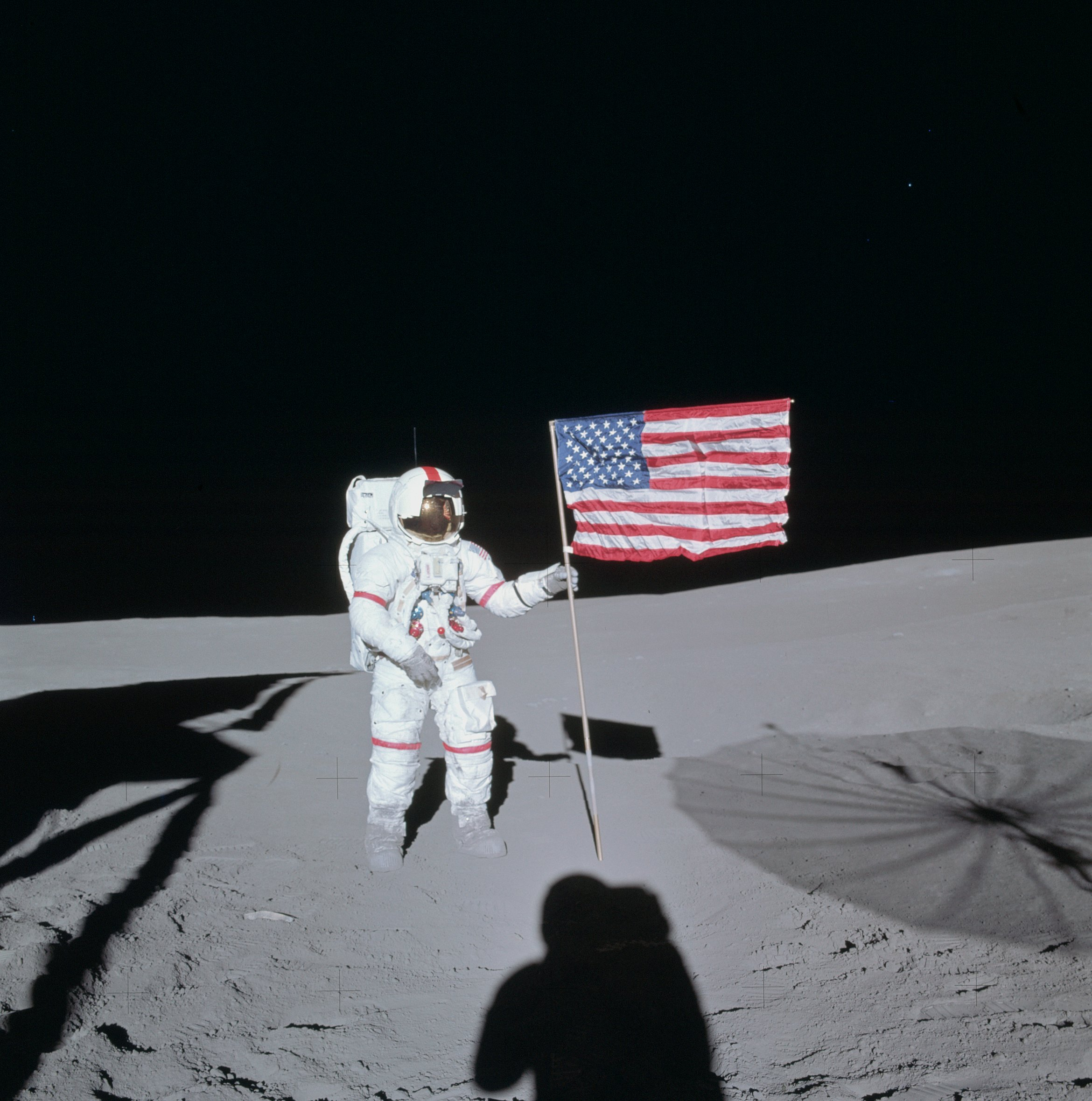
آلن شپارد
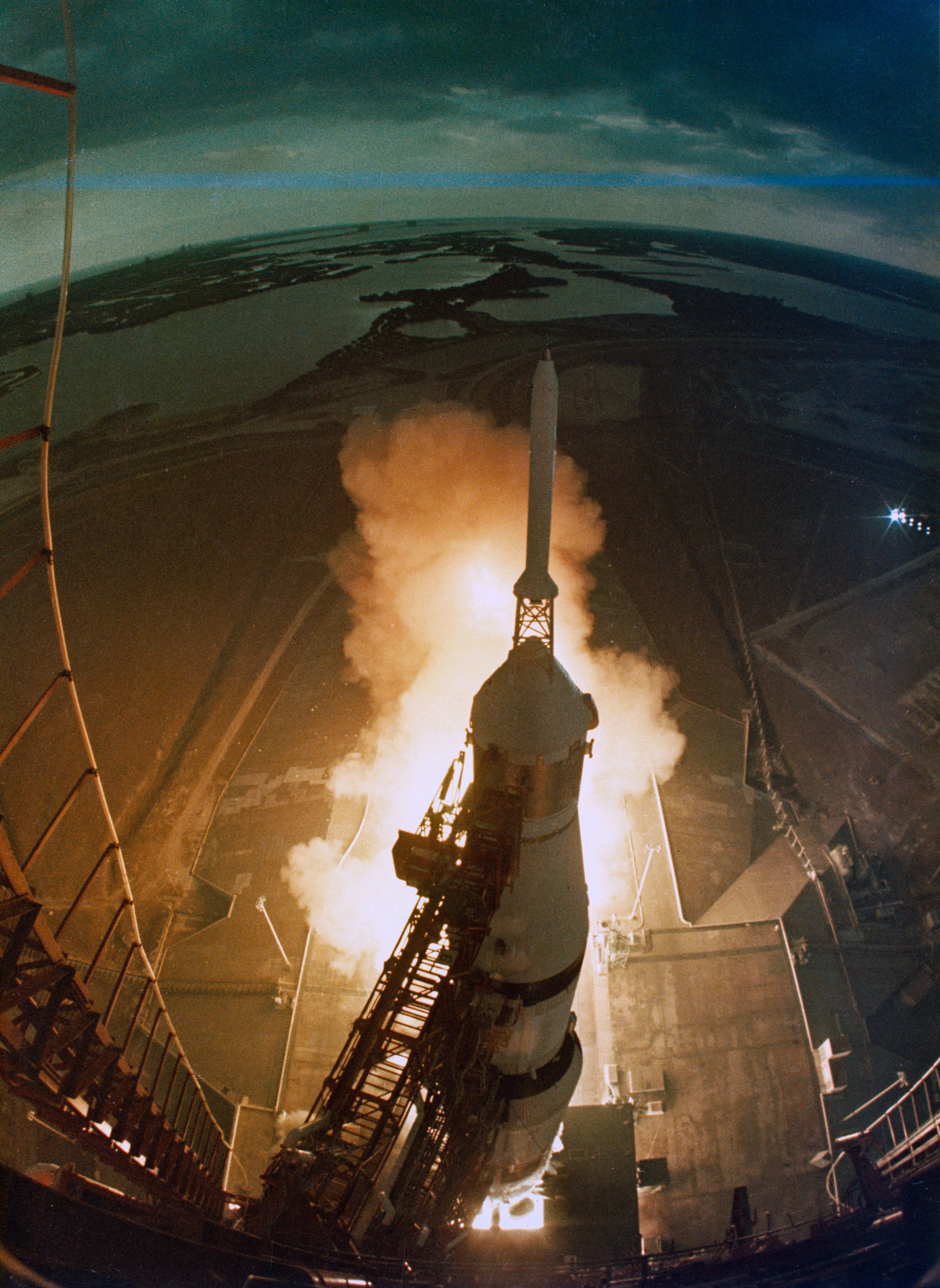
پرتاب
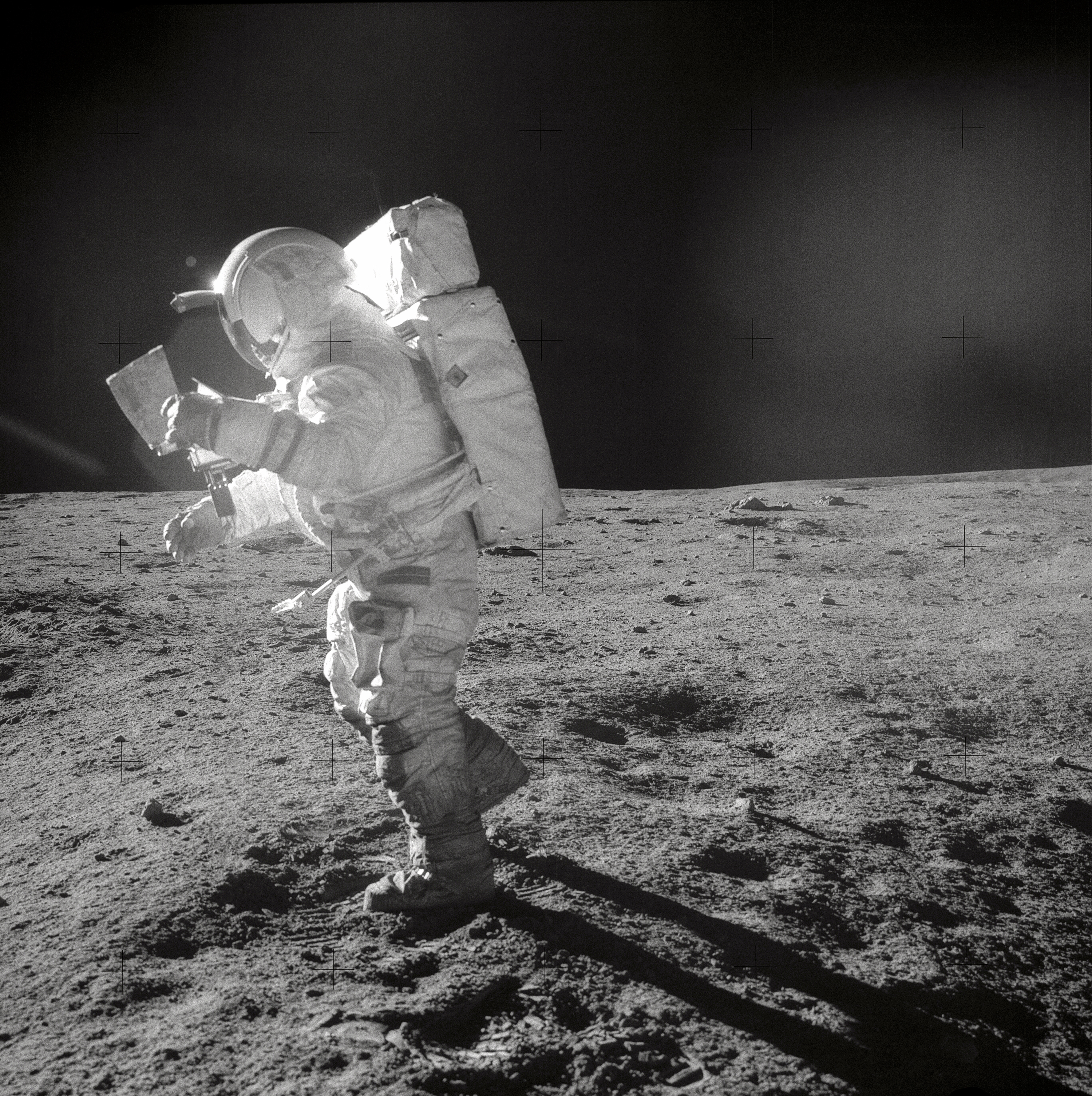
ادگار میچل
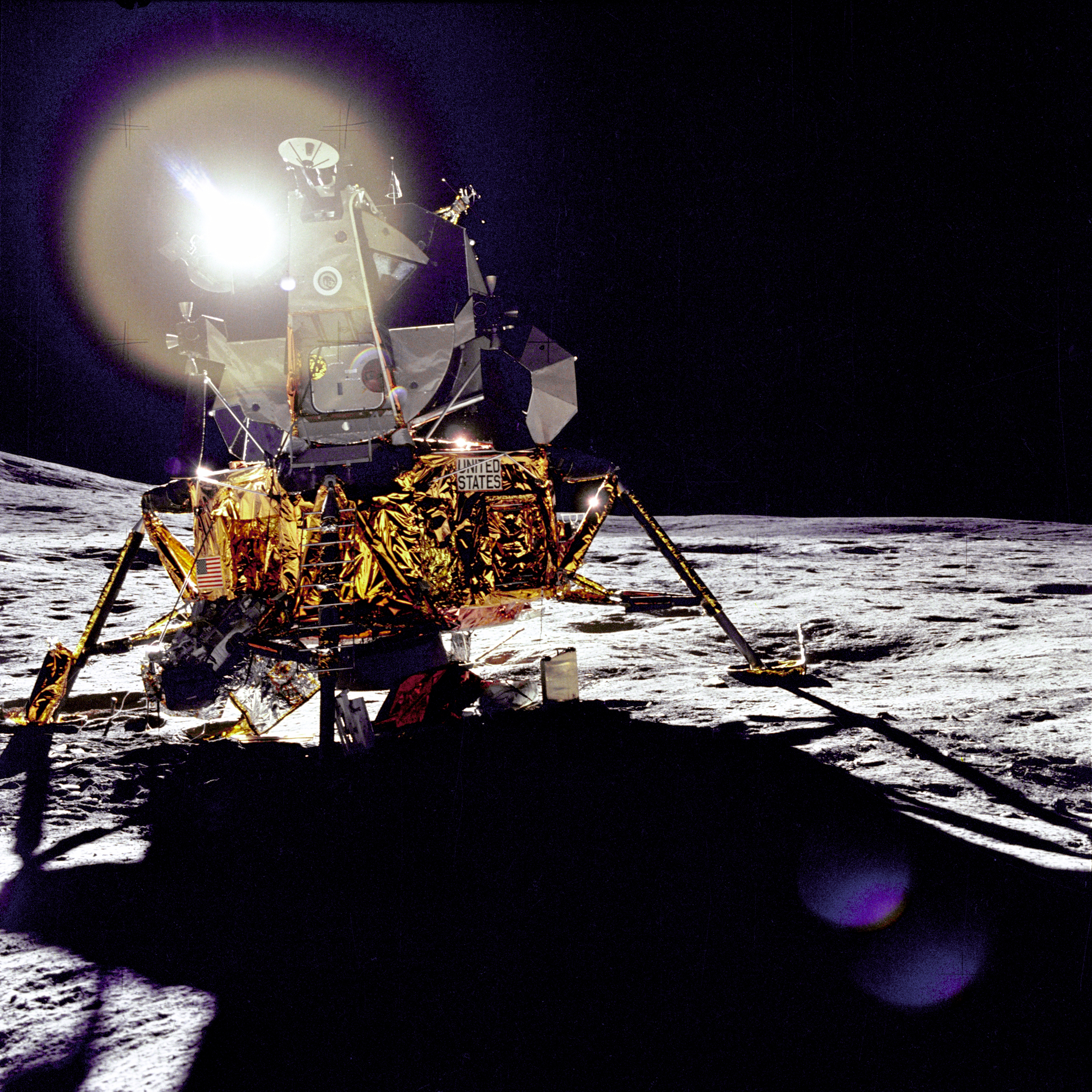
آنتارز